# Harris (Missouri)
Pour les articles homonymes, voir Harris.
Harris est une ville du comté de Sullivan, dans le Missouri, aux États-Unis,. Située au nord-ouest du comté, elle est fondée en 1887 et incorporée en 1887.

## Démographie
Lors du recensement de 2010, la ville comptait une population de 61 habitants. Elle est estimée, en 2016, à 57 habitants.

### Source de la traduction
- (en) Cet article est partiellement ou en totalité issu de l’article de Wikipédia en anglais intitulé « Harris, Missouri » (voir la liste des auteurs).